# Llano Grande, Guachinango
Llano Grande är en ort i Mexiko.   Den ligger i kommunen Guachinango och delstaten Jalisco, i den centrala delen av landet, 600 km väster om huvudstaden Mexico City. Llano Grande ligger 1 391 meter över havet och antalet invånare är 254.
Terrängen runt Llano Grande är kuperad åt nordost, men åt sydväst är den bergig. Runt Llano Grande är det mycket glesbefolkat, med 5 invånare per kvadratkilometer. Närmaste större samhälle är Amatlán de Cañas, 12,7 km öster om Llano Grande. I omgivningarna runt Llano Grande växer huvudsakligen savannskog.